# Arbequina i Secció de Crèdit SCCL
Arbequina i Secció de Crèdit SCCL és una cooperativa agrària i secció de crèdit d'Arbeca.
A principis de l'any 1919, un grup de pagesos socis del Centre Unió Republicana van prendre la decisió de crear un sindicat cooperatiui van encarregar el projecte a l'eminent arquitecte Cèsar Martinell per la seva reconeguda fama com a autor de diversos cellers cooperatius a la província de Tarragona.
Acabada la Guerra Civil espanyola el nou director, Miquel Puig va canviar el nom a “Cooperativa del Campo”, absorbint el sindicat l'Arbeca Nova. El 1958 es constituí com a Sociedad Cooperativa del Campo La Arbequina, i el 1983, per adaptar-se a la normativa catalana, va canviar els seus estatuts i passà a dir-se SCL del Camp L'Arbequina. Finalment el 2009 com a resultat de la fusió amb Agrària dels Omellons, canvia de nou pel definitiu nom d'Arbequina i Secció de Crèdit SCCL.